# Bernhard Walpen
Bernhard Josef Antonio Walpen (* 1959) ist ein Schweizer Sozialwissenschaftler und Journalist.
Seine Interessensgebiete sind: Neoliberalismus (Theorie, transnationale Elitenetzwerke, Thinktanks) und marxistische Theorie (insb. Antonio Gramsci). Er ist Mitarbeiter beim Historisch-Kritischen Wörterbuch des Marxismus, der Bethlehem Mission Immensee und am Romerohaus in Luzern. Er ist Redakteur der Online-Zeitschrift Sozial.Geschichte Online und Mitglied der International Gramsci Society.

## Veröffentlichungen
- Lektüre der Bibel aus einer Praxis der Befreiung: kategorialer Rahmen, Diskurstheorie, Diskursanalysen. 1987
- Die offenen Feinde und ihre Gesellschaft: eine hegemonietheoretische Studie zur Mont Pèlerin Society. VSA-Verlag, Hamburg 2004. (Schriften zur Geschichte und Kritik der politischen Ökonomie. 1.) ISBN 3-89965-097-2. Teilw. zugl.: Amsterdam, Univ., Diss. u.d.T.: Bernhard Walpen: Der Plan, das Planen zu beenden.[1] (Frei zugängliche PDF-Datei).
- Bernhard Walpen, Ernstpeter Heiniger (Hrsg.): Gegen Aids – für das Leben: kirchliches Handeln im südlichen Afrika; eine Handreichung für die Praxis. Luzern: Edition Exodus 2005. ISBN 978-3905577709
- Bernhard Walpen, Dieter Plehwe, Gisela Neunhöffer (Hrsg.): Neoliberal hegemony: a global critique. Routledge 2005. (Ripe Series in Global Political Economy. 18.) ISBN 0-41546003-4

## Quelle
- Bernhard Walpen: Von Igeln und Hasen oder: Ein Blick auf den Neoliberalismus Utopie kreativ, H. 121/122, 2000, S. 1066, pdf